# Brighton
Brighton er en kystby i East Sussex i det sydøstlige England med ca. 273.400 indbyggere. Byen er vokset sammen med byen Hove, og tilsammen udgør disse to byen Brighton & Hove.
Brighton er en af Englands bedst kendte bade-byer og ligger kun 80 km syd for London. Fra midten af 1700-tallet udviklede Brighton sig som kur- og bade-by og fra 1781 til et fashionabelt kursted, hvor prinsen af Wales, den senere George 4., lejlighedsvis bosatte sig. Brighton fik jernbane fra London i 1841 og har siden været et populært udflugtsmål.
Brighton har et substantielt fællesskab for lesbiske, bøsser, biseksuelle og transpersoner (LGBT), og er af nogen kendt som "Europas bøssehovedstad". Der afholdes prideparade i august måned, hvilket tiltrækker besøgende fra hele verden.

## Attraktioner
Langs kysten findes to karakteristiske piers (moler). Brighton Pier (tidligere kendt som Palace Pier), bygget i 1899 og stadig aktiv med forlystelser, spillehaller og restauranter, samt The West Pier fra 1866 der nu efter flere brande og sammenstyrtninger er bevaret som en udbrændt ruin.
Brighton Royal Pavillon blev bygget i begyndelsen af 1800-tallet i indisk stil som residens for George 4. af John Nash, og kan nu besøges som museum.
Verdens største observationstårn, British Airways i360, er under opførsel ved The West Pier. Det bliver 162 meter højt og forventes åbnet i sommeren 2016.
Brighton Lanes er flere sammenhængende smalle gågader, der følger de originale gadeplaner fra de tidlige fiskelejer. Her findes mange uafhængige butikker, antikmarked, pubber og restauranter.
|  |  |  |